# Tuality Hospital/Southeast 8th Avenue megállóhely
Tuality Hospital/Southeast 8th Avenue megállóhely a Metropolitan Area Express kék vonalának megállója az Oregon állambeli Hillsboroban.
A megálló közelében található a Tuality Közösségi Kórház.

## Történet
A kék vonal Westside szakaszának kivitelezése 1993-ban kezdődött; az OTAK Inc. által tervezett megálló 1998 augusztusában lett kész. A járatok végül szeptember 12-én indultak el. A Pacific Egyetem 2006 szeptemberében részben a megálló közelsége miatt itt hozta létre egészségügyi kampuszát, majd 2010 augusztusában az egyetem, a kórház és a város közös beruházásában a peronoktól délre megnyílt a Hillsboro Intermodal Transit Facility, ahol 800 parkolóhely (ebből 13 elektromos töltőállomás), 35 férőhelyes, zuhanyzókkal kiegészített zárt kerékpártároló és 1900 négyzetméternyi kereskedelmi terület található, mely utóbbi nagy részét a Portlandi Közösségi Főiskola helyi oktatási központja foglalja el.
2011 márciusában szövetségi támogatással 10 megállóban térfigyelő rendszert építettek ki, köztük itt is.

## Elhelyezkedése
A peronok a délkeleti Washington utcán, a hetedik és nyolcadik sugárút között, a kórháztól egy sarokra, a parkolóháztól pedig 76 méterre helyezkednek el. A megállóhoz eredetileg nem tartozott P+R parkoló, de 2012 áprilisában a Hillsboro Intermodal Transit Facilityben 85 helyet jelöltek ki a célra.

## Műtárgyak
A megállóhely alkotásai a közeli kórházzal, valamint a reménnyel, világossággal és gyógyulással kapcsolatosak. A reményt 300 darab bronzfecske szimbolizálja, melyeket az esőbeálló tetején elhelyezett szélkakasok, valamint a peron burkolatába mart, fecskékről szóló Shakespeare-idézet egészítenek ki. A megállóban látható még Minnie Jones Coy, a kórház alapítójának portréja, valamint a Jane Kies által készített „Quilt of Traditional Remedies” fantázianevű alkotás. A szélfogók üvegeibe régi recepteket martak, a környéken pedig egykor használt gyógynövényeket ültettek.
| Előző állomás                                                                 |  | Metropolitan Area Express |  | Következő állomás                                  |
| ----------------------------------------------------------------------------- |  | ------------------------- |  | -------------------------------------------------- |
| Hillsboro Central/SE 3rd Ave pályaudvartovább Hatfield Government Center felé |  | Kék vonal                 |  | Washington/SE 12th Avetovább Cleveland Avenue felé |

## Fordítás
- Ez a szócikk részben vagy egészben  a   Tuality Hospital/Southeast 3rd Avenue MAX Station című angol Wikipédia-szócikk ezen változatának fordításán alapul.  Az eredeti cikk szerkesztőit annak laptörténete sorolja fel. Ez a jelzés csupán a megfogalmazás eredetét és a szerzői jogokat jelzi, nem szolgál a cikkben szereplő információk forrásmegjelöléseként.